# George Varoff
George Varoff (né le 25 mars 1914 à Hawaï et mort le 10 janvier 2002 à San Antonio) est un athlète américain, spécialiste du saut à la perche.

## Biographie
Le 4 juillet 1936, lors des championnats de l'Amateur Athletic Union, George Varoff remporte son premier et unique titre de champion des États-Unis. Il établit à cette occasion un nouveau record du monde du saut à la perche en franchissant une barre à 4,43 m, améliorant de quatre centimètres l'ancienne meilleure marque mondiale détenue par son compatriote Keith Brown depuis 1935.